# Combretum fruticosum
Combretum fruticosum är en tvåhjärtbladig växtart som först beskrevs av Pehr Löfling, och fick sitt nu gällande namn av Stephen Conrad Stuntz. Combretum fruticosum ingår i släktet Combretum och familjen Combretaceae. Inga underarter finns listade i Catalogue of Life.

## Bildgalleri

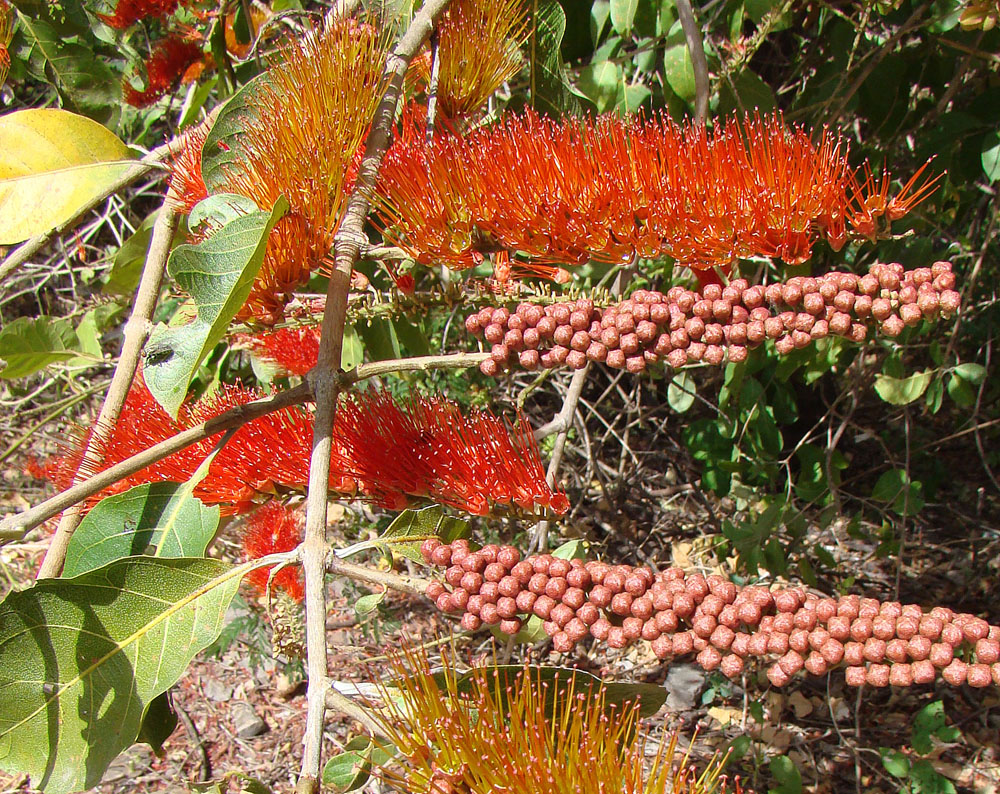
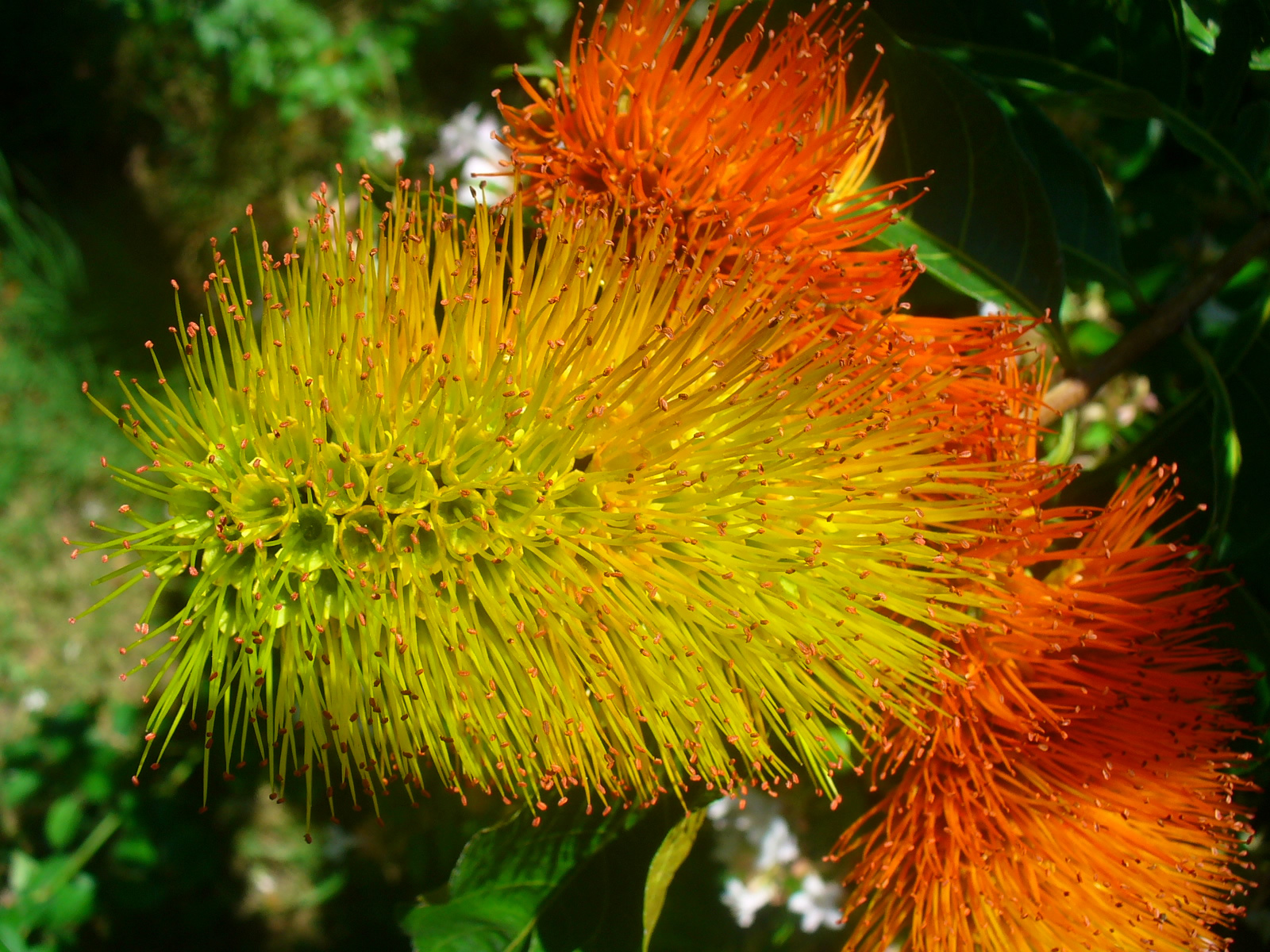
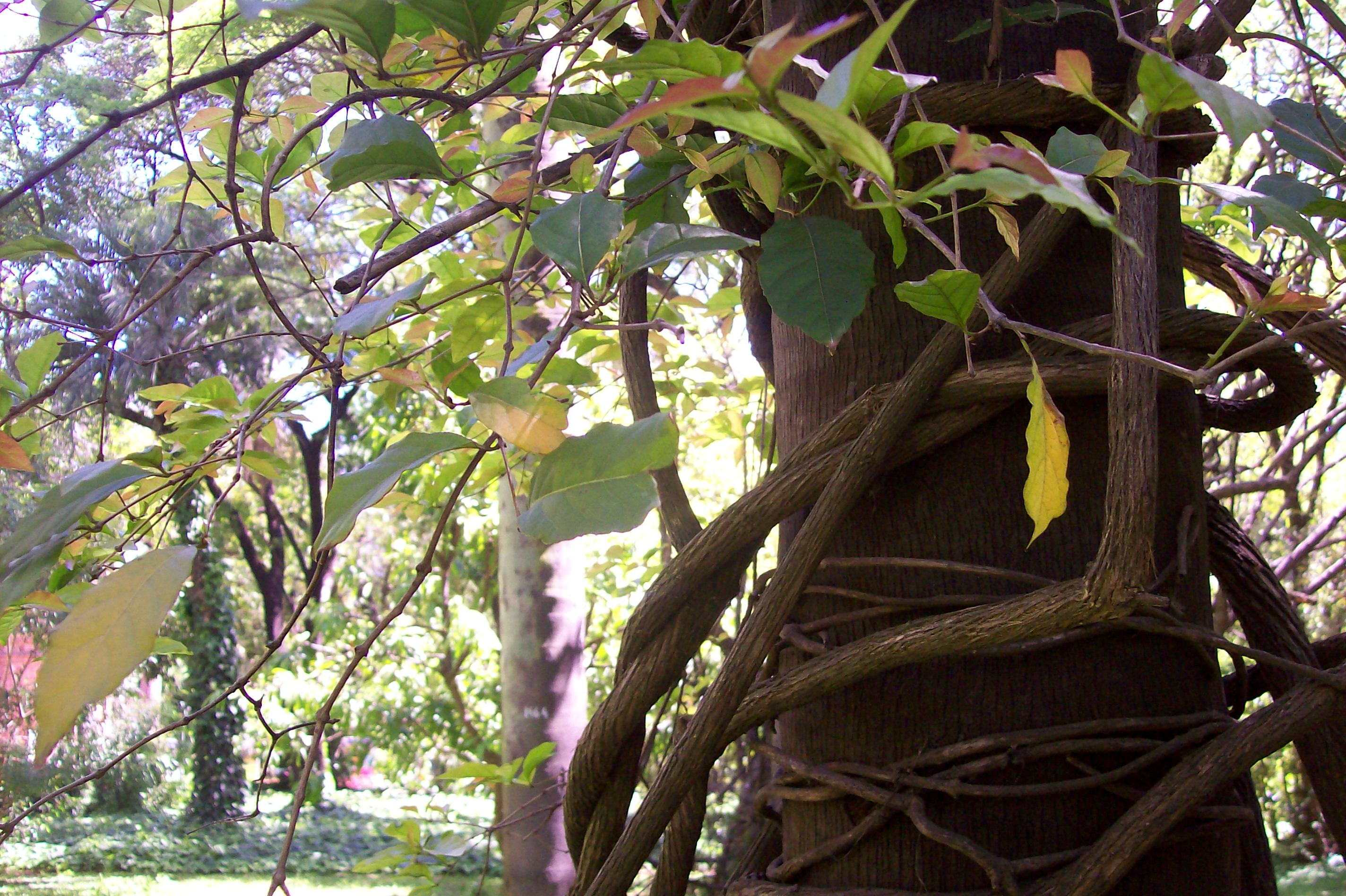